# Даховский отряд
Да́ховский отряд — военное формирование Русской императорской армии, участвовавшее в Кавказской войне.

## Военные действия
Даховский отряд был создан с целью окончательного завоевания территории Западного Кавказа и очистки данной территории от местного населения адыгов. Даховский отряд был одним из нескольких крупных соединений русской армии завершавших завоевание Западного Кавказа.Части отряда принимали активное участие в военных действиях против черкесов. Войска отряда выжигали черкесские селения в предгорьях и горах, уничтожали посевы, сады, запасы продовольствия, фураж, угоняли скот, рубили просеки и т.д.
Своё название Даховский отряд получил  летом 1862 года, noсле занятия долины общества Дахо, являвшегося ключом к завоеванию самой трудной части Западного Кавказа — наиболее возвышенного и сурового пространства по обеим сторонам водораздельного хребта, oт верховьев реки Пшиш к востоку. Отряд сохранял это название по особому ходатайству начальника до его роспуска. В период времени от занятия Дахо до наступления на южные склоны Кавказского хребта, отряд занимался очисткою части упомянутого пространства по северную сторону водораздельного хребта, действуя главным образом против верхних абадзехов.

## Командование отряда
- Начальник отряда — генерал-майор Гейман
- квартирмейстер отряда Генерального штаба капитан Духовской
- дежурный штаб-офицер капитан Тимофеев

## Состав отряда
Отряд состоял из 11 1/2 батальонов и имел 6  горных орудий.
- 3-я рота кавказского сапёрного № 2-го батальона[1] — штабс-капитан Бирюков
- 1-й батальон Севастопольского полка и при нем 5-я стрелковая рота — командир подполковник Дове
- 2-й батальон Севастопольского полка — командир майор Калинин
- 3-й батальон Севастопольского полка — командир подполковник Лутохин
- 1-й батальон Кубанского полка — командир майор Эльснер
- 21-й стрелковый батальон — командующий капитан Пригара
- сводно-линейный стрелковый № 3-го батальон — командир подполковник Клюки-фон-Клугенау
- 1-й батальон Черноморского полка[2] — командир майор Кременецкий
- 2-й батальон Черноморского полка — командир майор Попов-Азотов
- 1-й батальон Таманского полка — командующий штабс-капитан Аристов
- 2-й батальон Таманского полка — командир майор Подрез. Оба батальона Таманского полка состояли под начальством командира полка полковника Габаева.
- 1-й батальон Бакинского полка — командующий капитан Меркульев
- 6 орудий горной батареи 19-й артиллерийской бригады — командир батареи полковник Казиков.